# Combralha
Combrailles és un municipi francès situat al departament del Puèi Domat i a la regió d'Alvèrnia-Roine-Alps. L'any 2007 tenia 203 habitants.

## Demografia

### Població
El 2007 la població de fet de Combrailles era de 203 persones. Hi havia 80 famílies de les quals 24 eren unipersonals (12 homes vivint sols i 12 dones vivint soles), 16 parelles sense fills, 24 parelles amb fills i 16 famílies monoparentals amb fills.
La població ha evolucionat segons el següent gràfic:
Habitants censats

### Habitatges
El 2007 hi havia 121 habitatges, 82 eren l'habitatge principal de la família, 27 eren segones residències i 12 estaven desocupats. 119 eren cases i 2 eren apartaments. Dels 82 habitatges principals, 76 estaven ocupats pels seus propietaris i 6 estaven llogats i ocupats pels llogaters; 4 tenien dues cambres, 3 en tenien tres, 21 en tenien quatre i 54 en tenien cinc o més. 75 habitatges disposaven pel capbaix d'una plaça de pàrquing. A 31 habitatges hi havia un automòbil i a 43 n'hi havia dos o més.

### Piràmide de població
La piràmide de població per edats i sexe el 2009 era:
| Homes | Edats   | Dones |
| ----- | ------- | ----- |
| 0     | 95 o +  | 0     |
| 4     | 90 a 94 | 0     |
| 0     | 85 a 89 | 8     |
| 0     | 80 a 84 | 4     |
| 4     | 75 a 79 | 4     |
| 0     | 70 a 74 | 8     |
| 4     | 65 a 69 | 4     |
| 12    | 60 a 64 | 12    |
| 4     | 55 a 59 | 8     |
| 12    | 50 a 54 | 8     |
| 8     | 45 a 49 | 4     |
| 8     | 40 a 44 | 4     |
| 4     | 35 a 39 | 12    |
| 4     | 30 a 34 | 8     |
| 8     | 25 a 29 | 0     |
| 0     | 20 a 24 | 0     |
| 12    | 15 a 19 | 8     |
| 4     | 10 a 14 | 4     |
| 8     | 5 a 9   | 0     |
| 0     | 0 a 4   | 0     |

## Economia
El 2007 la població en edat de treballar era de 120 persones, 85 eren actives i 35 eren inactives. De les 85 persones actives 80 estaven ocupades (47 homes i 33 dones) i 5 estaven aturades (3 homes i 2 dones). De les 35 persones inactives 14 estaven jubilades, 11 estaven estudiant i 10 estaven classificades com a «altres inactius».

### Ingressos
El 2009 a Combrailles hi havia 87 unitats fiscals que integraven 217,5 persones, la mediana anual d'ingressos fiscals per persona era de 15.068 €.

### Activitats econòmiques
Dels 4 establiments que hi havia el 2007, 1 era d'una empresa de fabricació d'altres productes industrials, 1 d'una empresa de comerç i reparació d'automòbils, 1 d'una empresa d'hostatgeria i restauració i 1 d'una empresa de serveis.
L'any 2000 a Combrailles hi havia 27 explotacions agrícoles que ocupaven un total de 860 hectàrees.

## Poblacions més properes
El següent diagrama mostra les poblacions més properes.